# Anomobryum brachymenioides
Anomobryum brachymenioides là một loài rêu trong họ Bryaceae. Loài này được Dixon & P. de la Varde mô tả khoa học đầu tiên năm 1930.